# 太保 (大字)
太保，亦有寫為大保，是臺灣嘉義縣太保市的一個傳統地域名稱，位於該市中部偏西南。相較於今日行政區，其範圍大致包括太保里不含東部邊界地帶及東北部、崙頂里東北端、後庄里不含西端、東勢里東北部凸出部分的東端。

## 歷史
台灣日治初期，太保地區為一街庄（舊制街庄），稱為「太保庄」，隸屬於大槺榔西堡。該庄西及北及東北與新埤庄為鄰，東與後潭庄為鄰，南邊為茄苳腳庄、崙仔頂庄，西邊為東勢藔庄。
1901年（日治明治三十四年）11月11日，全台設置二十廳，該庄隸屬於嘉義廳。1904年（明治三十七年）2月15日，該庄編入「後潭區」，隸屬於嘉義廳。1909年（明治四十二年）10月25日，全台整併二十廳為十二廳，該庄仍隸屬於嘉義廳。1910年（明治四十三年）1月18日，各區管轄區域調整，該庄仍隸屬於嘉義廳的「後潭區」。1920年（大正九年）10月1日，全台廢十二廳改設五州二廳，該庄改制為「太保」大字，隸屬於臺南州東石郡太保庄（新制街庄）。
戰後太保庄改制為太保鄉，隸屬於臺南縣，大字亦改制為村。1946年（民國35年）8月，省轄市嘉義市將原有八區整併為四區（新東區、新南區、新西區、新北區），並將臺南縣之水上鄉、太保鄉劃入且改制為區，合計六區，本地區的村亦改制為里。:3411950年（民國39年）10月25日，雲、嘉、南分治，:384同時裁撤省轄市嘉義市，六區改制為四鎮（新東鎮、新南鎮、新西鎮、新北鎮）二鄉（水上鄉、太保鄉），均改隸屬於嘉義縣，本地區的里亦改制為村。1991年（民國80年）7月1日，嘉義縣縣治遷至太保鄉，太保鄉因而升格為縣轄市太保市，村亦改制為里。

## 聚落
本地區發展較早的聚落有太保、後溝尾等，在日治期初期的官方地圖上已有記載。

## 交通
台灣高速鐵路是台灣西部唯一的縱貫高速鐵路，經過本地區中西部，並在境內南側設有高鐵嘉義站。由此可快速前往高鐵沿線各站。
省道台37線即「高鐵橋下嘉義段道路」，是新港（實際起點為埤頭）至鹿草（實際終點為後寮）的幹道。由該道路北行可前往新港鄉的埤頭，並止於縣道159號/縣道164號共線路口；南行可前往鹿草鄉北端的後寮，並止於縣道167號路口。
省道台18線主要路段又稱「新中橫公路嘉義玉山線」，俗稱「阿里山公路」，是太保至塔塔加的幹道，其西側端點（起點）位於本地區西部偏南的鄉道嘉58-1線路口（高鐵嘉義站西北側）。由此（大方向）東行可前往嘉義市、番路鄉、竹崎鄉東南端、阿里山鄉、南投縣信義鄉，並止於塔塔加的太平巷路口暨省道台21線的終點。
縣道168號又稱「嘉朴公路」，是東石至中庄的道路，經過本地區南部邊界地帶。由該道路西行可前往朴子市、東石鄉，並止於東石市區；東行可前往水上鄉的中庄，並止於縣道165號轉角路口。
鄉道嘉43線是太保至崙仔頂的道路。
鄉道嘉49線是溪北至春珠的道路。
鄉道嘉58線是雙溪口至太保的道路。
鄉道嘉58-1線是仁和至東勢的道路。

## 學校
- 太保國中
- 太保國小

## 文化資產
- 原太保庄役場（歷史建築）